# Jagny-sous-Bois
Jagny-sous-Bois is een gemeente in het Franse departement Val-d'Oise (regio Île-de-France) en telt 224 inwoners (1999). De plaats maakt deel uit van het arrondissement Sarcelles.

## Geografie
De oppervlakte van Jagny-sous-Bois bedraagt 4,2 km², de bevolkingsdichtheid is 53,3 inwoners per km².
De onderstaande kaart toont de ligging van Jagny-sous-Bois met de belangrijkste infrastructuur en aangrenzende gemeenten.

## Demografie
Onderstaande figuur toont het verloop van het inwonertal (bron: INSEE-tellingen).